# Pelicope yuccamica
Pelicope yuccamica – gatunek błonkówki z rodziny męczelkowatych, jedyny przedstawiciel rodzaju Pelicope. 

## Zasięg występowania
Gatunek notowany w Kalifornii, w USA.

## Biologia i ekologia
Żywicielami są motyle z rodziny Prodoxidae.